# Armia Rosyjska Wrangla

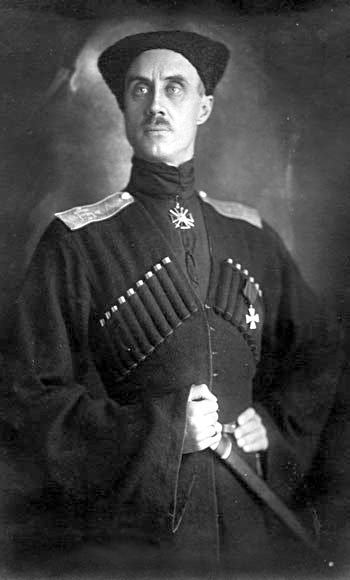
Zdjęcie Piotra Wrangla

Armia Rosyjska Wrangla (ros. Русская армия Врангеля) – ugrupowanie wojsk Białych walczących przeciwko bolszewikom od kwietnia do listopada 1920 pod dowództwem gen. Piotra Wrangla.

## Skład
- Sztab
- Pierwszy korpus, m.in. Drozdowska Brygada Artylerii
- Drugi korpus
- Korpus doński
- Korpus Pisariewa, następnie Korpus kawalerii
- Grupa gen. Ułagaja